# Google Play Edicola
Google Play Edicola (Google Play Newsstand) è stato un aggregatore di notizie e servizio di edicola digitale di Google.
Lanciato a novembre 2013 grazie alla fusione di Google Play Magazines e Google Currents, il servizio consente agli utenti di iscriversi alle riviste (in determinati paesi) e ai feed di notizie di attualità, ricevendo automaticamente nuovi numeri e aggiornamenti. I contenuti potevano essere letti su una sezione dedicata all'edicola del sito web di Google Play o tramite le app mobili per Android e iOS. Il download e la lettura offline erano supportati nelle app mobili.
Per gli editori Google offriva una varietà di strumenti per la personalizzazione e l'ottimizzazione dei loro contenuti, nonché la possibilità di includere annunci pubblicitari attraverso l'uso di DoubleClick for Publishers. Gli editori potevano limitare l'accesso geografico ai loro contenuti e utilizzare Google Analytics per dati aggregati sui lettori. Gli editori possono anche offrire sconti per gli abbonamenti di Google Play se un utente è già abbonato su un'altra piattaforma, come la stampa o il digitale.
L'8 maggio 2018, Google ha annunciato al Google I/O che Play Edicola sarebbe stato integrato in Google News.

## Storia
Google Play Edicola è stato lanciato su Android il 20 novembre 2013, attraverso la fusione di Google Play Magazines e Google Currents in un unico servizio. L'applicazione Google Currents sulla piattaforma iOS è stata riprogettata e rinominata in Google Play Edicola il 23 settembre 2014. Un'applicazione web per Edicola è stata lanciata il 16 novembre 2016.
Il servizio ha visto due importanti riprogettazioni dal suo lancio nel 2013. La prima, nell'ottobre 2014 ha aggiunto elementi dal linguaggio di design Material Design per il rilascio di Android Lollipop. La seconda, nel novembre 2016 ha coinciso con il lancio del sito Web e ha aggiunto tecnologie di apprendimento automatico per personalizzare meglio il contenuto per ogni singolo utente, tra cui una migliore raccomandazione sulle notizie e un supporto esteso per i contenuti multimediali interattivi.

## Piattaforme
Sui computer, i contenuti potevano essere letti in una sezione dedicata a Google Play Edicola sul sito Web di Google Play.
Su smartphone e tablet, i contenuti potevano essere letti sull'app mobile Google Play Edicola per i sistemi operativi Android e iOS.
Il download e la lettura offline erano supportati nelle app mobili.

## Disponibilità geografica

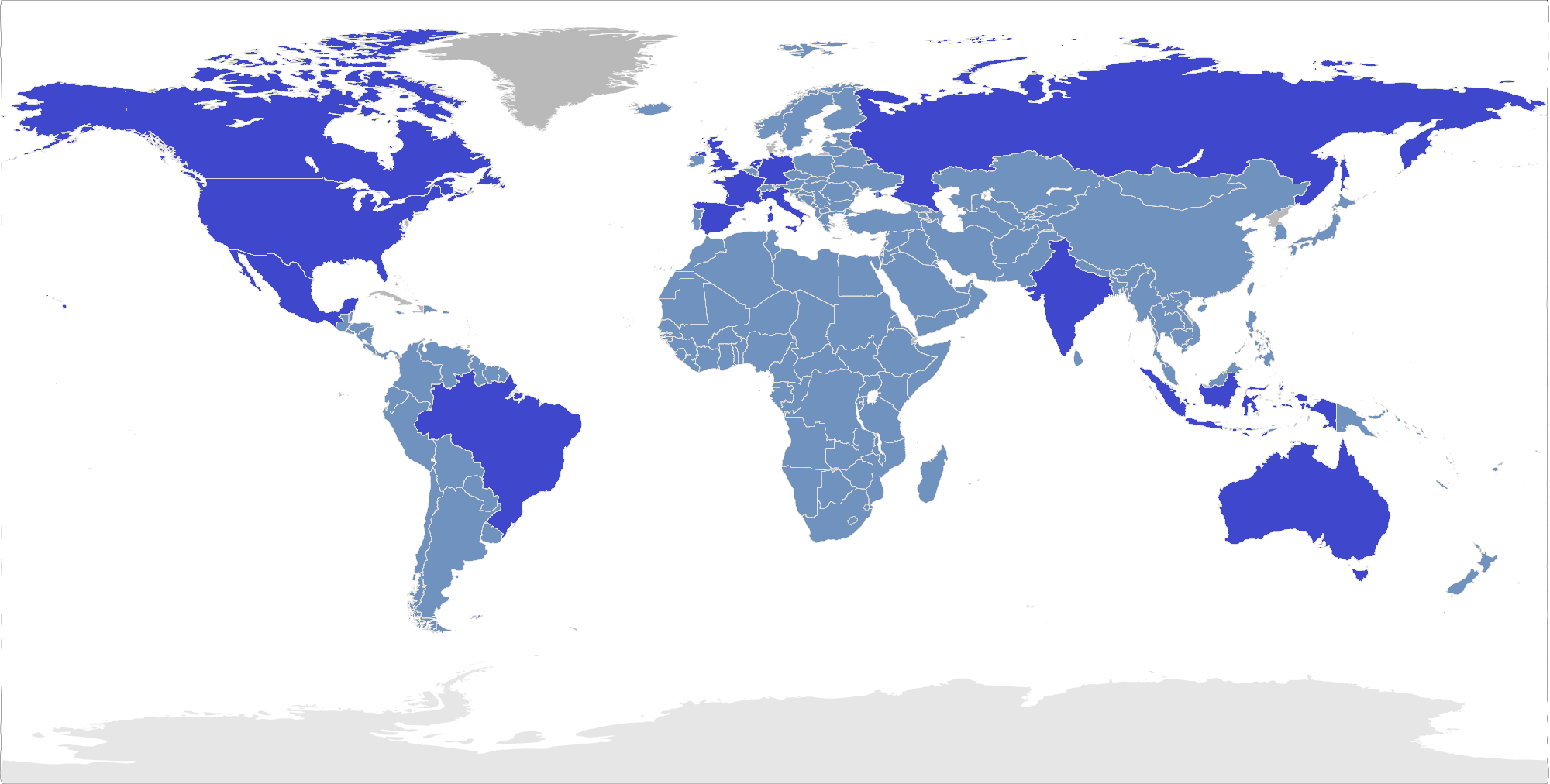
Disponibilità globale di Google Play Edicola
Vendita di riviste e giornali
Solo gratis
Non disponibile

Vendita di riviste e giornali
     Solo gratis
     Non disponibile